# Küttigen
Küttigen (toponimo tedesco) è un comune svizzero di 6 086 abitanti del Canton Argovia, nel distretto di Aarau.

## Geografia fisica
Küttigen è collegato al comune di Oberhof attraverso il Benkerjoch, passo del Massiccio del Giura, e a quello di Densbüren attraverso il passo Staffelegg.

## Monumenti e luoghi d'interesse

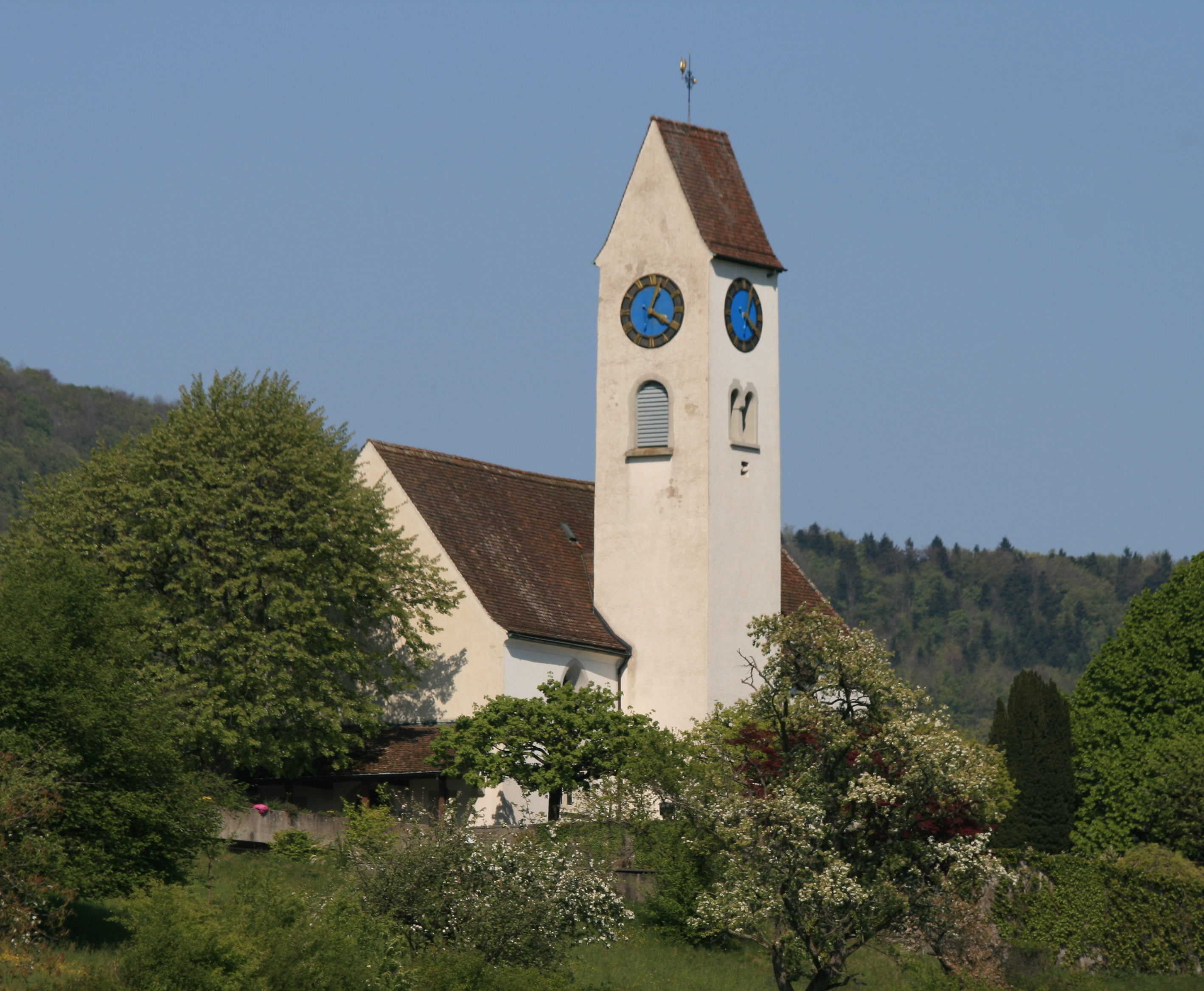
La chiesa riformata

- Chiesa riformata (già di Santa Maria), attestata dal 1036[1].

## Società

### Evoluzione demografica
L'evoluzione demografica è riportata nella seguente tabella:
Abitanti censiti

## Amministrazione
Ogni famiglia originaria del luogo fa parte del cosiddetto comune patriziale e ha la responsabilità della manutenzione di ogni bene ricadente all'interno dei confini del comune.